# NOFX (album)
NOFX je prvi CD istoimenog punk-rock benda. Prvih 500 kopija CD-a sadržavalo je knjižicu s riječima pjesama. Sljedećih 500 primjeraka bilo je tiskano na svijetlo-plavu pozadinu, dok su svi ostali tiskani na crnu. 
Sve pjesme koje se nalaze na ovom CD-u nalaze se i na CD-u Maximum RocknRoll.
Pjesma "Six Pack Girls" dospjela je na VHS izdanje filma "Ten Years of Fuckin' Up". Svirala je dok su se u pozadini vrtile slike benda.

## Popis pjesama
1. "Live Your Life"
2. "My Friends"
3. "Six Pack Girls"
4. "Bang Gang"
5. "Hit It"
6. "Hold It Back"
7. "I.D."